# Vicente Guerrero, Mecayapan
Vicente Guerrero är en ort i Mexiko.   Den ligger i kommunen Mecayapan och delstaten Veracruz, i den sydöstra delen av landet, 500 km öster om huvudstaden Mexico City. Vicente Guerrero ligger 391 meter över havet och antalet invånare är 169.
Terrängen runt Vicente Guerrero är kuperad, och sluttar norrut. Runt Vicente Guerrero är det ganska tätbefolkat, med 56 invånare per kvadratkilometer. Närmaste större samhälle är Los Arrecifes, 6,9 km nordost om Vicente Guerrero. I omgivningarna runt Vicente Guerrero växer i huvudsak städsegrön lövskog.